# Théâtre de la Vie
Résidence
Situé au cœur de Saint-Josse depuis près de 25 ans, le Théâtre de la Vie est un opérateur culturel ancré dans un principe de promotion de la jeune création théâtrale belge.
Le Théâtre de la Vie privilégie les formes scéniques contemporaines, le théâtre de texte sous toutes ses formes et fait ce que le théâtre a toujours fait : mettre en conflit, provoquer la crise afin de nous permettre de nous sonder et ainsi nous reconnaître.

## Accès
| ___ | Ce site est desservi par la station de métro : Botanique. |